# Marjeta
Za naselje glej Marjeta na Dravskem Polju.
Marjeta je žensko osebno ime.

## Izvor imena
Ime Marjeta je nastalo verjetno iz oblike Margeta, ki je skrajšana iz Margareta. Ta izhaja iz latinskega imena Margarita oziroma grškega Margarítês in se povezuje z grško besedo margarítês v pomenu »biser«. V južnoslovanskih jezikih imenu Marjeta pomensko ustreza ime Biserka.

## Različice imena
Eta, Greta, Grete, Greti, Gretica, Gretka, Magi, Marga, Margaret, Margareta, Margarete, Margaretka, Margarita, Margit, Margita, Margerita, Margeta, Margot, Marijeta, Marjetica, Marjetka, Megi, Meta, Meti, Metka, Pegi, Rita

## Tujejezikovne oblike imena
- pri Angležih: Margaret
- pri Čehih:  Markéta, Muchlina
- pri Fincih: Margareta
- pri Estoncih: Grete
- pri Gornjelužicah: Marhata
- pri Francozih: Marguerite
- pri Italijanih: Margherita, Marga, Ghita, Greta, Rita
- pri Nemcih: Margarete
- pri Norvežanih: Margarete, Margarethe, Marit, Marita, Marte, Grete
- pri Poljakih: Małgorzata
- pri Rusih: Маргарита
- pri Švedih: Margareta, Margit, Greta, Marit

## Pogostost imena
Po podatkih Statističnega urada Republike Slovenije je bilo na dan 31. decembra 2007 v Sloveniji število ženskih oseb z imenom Marjeta: 6.183. Med vsemi ženskimi imeni pa je ime Marjeta po pogostosti uporabe uvrščeno na 41. mesto.

## Osebni praznik
V našem koledarju z izborom svetniških imen, udomačenih med Slovenci in njihovimi godovnimi dnevi po novem bogoslužnem koledarju je ime Marjeta zapisano 4 krat. Pregled godovnih dni v katerih poleg Marjete godujejo še Margareta, Biserka in Metka ter osebe katerih imena nastopajo kot različice navedenih imen.
- 18. januar, Marjeta Ogrska, redovnica († 18. jan. 1270)
- 22. februar, Marjeta Kortonska, spokornica († 22. feb. 1297)
- 20. julij, Marjeta Antiohijska, devica-mučenka († okrog 307)
- 16. oktober, Marjeta Marija Alakok (Margareta Alacoque), francoska redovnica († 16. okt. 1690)
- 16. november, Margareta, kraljica († 16. nov. 1093)

## Zanimivost
V Sloveniji je 51 cerkva sv. Marjete. Po cerkvah so poimenovani naslednji kraji: Marjeta na Dravskem Polju, Šmarata, Šmarjeta, Šmarjeta pri Celju